# Cabó
Cabó è un comune spagnolo di 117 abitanti situato nella comunità autonoma della Catalogna.